# Stade de l'Aube
Het Stade de l'Aube is het grootste voetbalstadion van de Franse stad Troyes. Ligue 1-club Troyes AC speelt er zijn thuiswedstrijden.

## Geschiedenis
Het stadion is gebouwd in 1935, bij het debuut van Troyes op professioneel niveau. Na de renovatie in 1956 kreeg het stadion een capaciteit van 20.400 plaatsen. De eerstvolgende renovatie vond plaats in 1999. Naast dat het stadion werd gerenoveerd, vond er ook een uitbreiding plaats. Het stadion is eigendom van de gemeente Troyes. Het recordaantal toeschouwers werd bereikt op 15 april 2006 toen 19.825 toeschouwers Troyes met 3-0 zagen winnen van AC Ajaccio.

## Toeschouwersgemiddelden
- 86-87: 715
- 87-88: 924
- 88-89: 991
- 89-90: 980
- 90-91: 1.836
- 91-92: 1.693
- 92-93: 1.197
- 93-94: 948
- 94-95: 1.445
- 95-96: 1.935
- 96-97: 4.646
- 97-98: 5.299
- 98-99: 5.803
- 99-00: 14.139
- 00-01: 14.940
- 01-02: 13.926
- 02-03: 11.257
- 03/04: 6.262
- 04/05: 7.438
- 05/06: 13.803

## Bereikbaarheid
- Vliegveld van Troyes / Barberey (15 km van het stadion)
- Station van Troyes (2 km van het stadion)
- Vanuit Rijsel, neem de A26, afrit 32 Troyes Oost, Pont-Sainte-Marie
- Vanuit Parijs of Lyon, neem de A5.
- Pendeldiensten vanuit het centrum op wedstrijddagen.